# بلندقبا

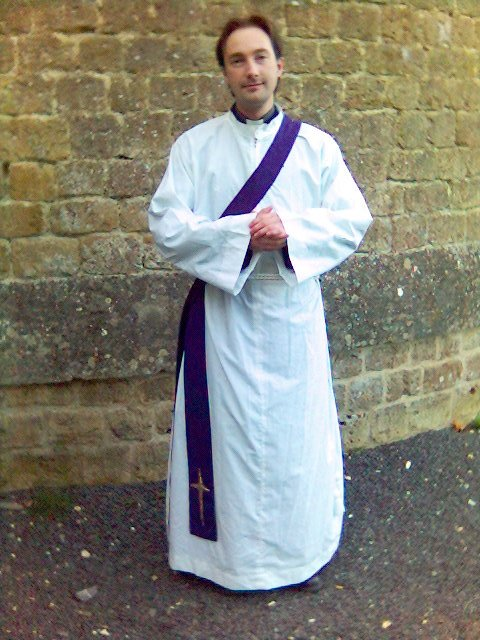
یک کشیش انگلیکن که جامه دیکونذها (خادمان کلیسا) را به تن کرده‌است. این جامه تشکیل شده‌است از یک بلندقبا، یک قبابند و یک شال نیایش.

بُلَندقَبا یکی از جامه‌های آیین نیایش‌سرایی در کلیساهای کاتولیک رومی، انگلیکن و بسیاری از کلیساهای پروتستان است.
بلندقبا، قبایی جادار و بلند است که تا مچ پا می‌رسد و معمولاً کمربندی به نام قبابند به‌دور آن بسته می‌شود. بلندقبا در اصل همان ردای کتانی رومیان است و در اوایل سده‌های میانه روحانیان سکولار نیز آن را می‌پوشیدند و در خارج است مراسم نیایش‌سرایی هم استفاده می‌شد.
این جامه، کهن‌ترین جامهٔ نیایش‌سرایی مسیحیان است و از دوره‌های آغازین مسیحیت توسط روحانیان در آیین‌های عشای ربانی پوشیده می‌شد.